# 에릭 벨린저
에릭 벨린저(Eric Bellinger, 1984년 3월 27일 ~ )는 그래미상 수상 싱어송라이터, 음악 프로듀서, 음악 엔지니어이다.

## 유년기
로스앤젤레스에서 태어나고 자랐으며, 말을 하기 시작할 때부터 음악을 하였다. 잭슨 5의 송라이터 보비 데이의 손자이다. 고등학교 시절 미식 축구부의 주장을 지냈다. 곧 서던 캘리포니아 대학교에서 미식 축구 선수로 살아갈지, 음악가로서 살아갈지의 선택의 기로에 서게 되었다.

## 경력

### AKNU와 에픽 레코드
그의 고민은 그리 오래가지 않았고, 서던 캘리포니아 대학교의 제의를 거절한다. 벨린저는 R&B 그룹인 AKNU(A Kind Never Understood)에 들어갔고, 곧이어 에픽 레코드와 계약한다.

### The Writing Camp과 수상
음악에서의 성공과 AKNU와의 투어 공연을 마친 뒤, 집에 돌아와 새로운 노래를 작업하였고 송라이터의 기질을 발견한다. 그래서 자신의 어릴적 친구이자 멘토인 에리카 누리의 지도 하에 멜로디와 리듬을 듣는 자신의 능력을 숙달시킨다.
소니/ATV 뮤직 퍼블리싱과의 계약을 한 뒤, 에릭은 곧 크리스 브라운 ("Fine China"), 어셔 ("Lemme See" Feat. Rick Ross), 셀레나 고메즈 ("Intuition"), 저스틴 비버 ("Right Here" featuring Drake) 등 많은 알앤비, 팝 가수들과 작업을 한다. 또, 그가 작업한 노래인 "Lemme See"는 ASCAP, BMI (Broadcast Music, Inc.), 아이튠즈 등에서 수상을 받았으며 그가 참여한 크리스 브라운의 음반 F.A.M.E.은 2012년 그래미상 베스트 R&B 앨범 부문에서 수상을 받았다.

### 음악
DEAN과 작업한 'I'm Not Sorry'를 발매하였다. 그의 노래 Born II Sing 프로젝트를 온라인 상에 발매하였으며, Born II Sing Vol. 3는 아이튠즈에서 3위를 차지했다. 또한 그는 2014년 데뷔 음반 The Rebirth를 발매하였으며, 2015년 7월에는 두번째 음반 Cuffing Season을 발매하였다.
에릭은 미국의 배우이자 가수인 "라 마이아 굿 (La'Myia Good)"과 결혼했으며, 아들이 둘 있다. 그의 아내 굿은 미건 굿의 친언니이다.

## 음반 기록

### 정규 음반
| The Rebirth                                                       | - 발매: 2014년 5월 17일 - 레이블: YFS/ReBirth - 포맷: 디지털 다운로드 | — | 23 | — |
| Cuffing Season                                                    | - 발매: 2015년 7월 17일 - 레이블: YFS/300 - 포맷: 디지털 다운로드     | — | 6  | — |
| Cuffing Season Part 2                                             | - 발매: 2015년 12월 4일 - 레이블: YFS/300 - 포맷: 디지털 다운로드     | — | —  | — |
| "—" 표시는 차트 진입에 실패하거나, 그 나라에 발매되지 않는 경우임 |                                                                       |   |    |   |

### 믹스테잎
| 제목                | 음반 상세                                                   |
| ------------------- | ----------------------------------------------------------- |
| Born II Sing Vol. 1 | - 발매: 2013년 4월 15일 - 포맷: 프리 다운로드 - 레이블: YFS |
| Born II Sing Vol. 2 | - 발매: 2013년 4월 15일 - 포맷: 프리 다운로드 - 레이블: YFS |
| Born II Sing Vol. 3 | - 발매: 2013년 4월 15일 - 포맷: 프리 다운로드 - 레이블: YFS |